# يوهان غوتليب سيغل
يوهان غوتليب سيغل (بالألمانية: Johann Gottlieb Siegel)‏ هو كاتب ومحامي ألماني، ولد في 25 أبريل 1699 في Klosterhäseler ‏ في ألمانيا، وتوفي في 1755 في لايبزيغ في ألمانيا.